# باراكودا حاد الزعنفة
باراكودا حاد الزعنفة (الاسم العلمي:  Sphyraena acutipinnis) هو نوع من أنواع أسماك الباراكودا التي تنتمي لجنس العقام. تتواجد هذه الأسماك في مجموعات وتعيش في البحيرات الشاطئة، والخلجان والشعاب البحرية التي تكون متواجدة نحو منطقة البحر المفتوح (تفضل هذه الأسماك الشعاب البحرية التي تكون متمركزة بمعظمها نحو منطقة البحر المفتوح وليس نحو منطقة الشاطئ والساحل). تعتبر هذه الأسماك نشطة ليلاً. تنمو أسماك باراكودا حاد الزعنفة إلى طول كلي يبلغ حوالي ما يقارب 80 سنتيمتر (31 بوصة)؛ على الرغم من أن طولها بشكل عام يكون أصغر من ذلك إلى حد ما. تتواجد هذه الأنواع من أسماك الباراكودا عبر منطقة المحيط الهادي الهندي؛ من شرق أفريقيا ووصلا إلى جزر هاواي، وماركيساس، وتواموتو؛ من الشمال إلى جنوب اليابان.